# Vĩnh Long
Vĩnh Long es una ciudad de Vietnam localizada en el delta del río Mekong, al sur del país. Es la capital de la provincia homónima y está situada 135 kilómetros al sur de la ciudad Ho Chi Minh.
La ciudad es caracterizada por los canales, donde la mayoría de los bienes son transportados por botes y barcazas. 
La población en 2010 era de aproximadamente 147.039 habitantes. La población de Vinh Long incluye personas de etnia vietnamita, china y jemer. 

## Administración
Vinh Long está subdividida en 11 subdivisiones, 7 urbanas (phường) y 4 rurales (xã).